# گستره صوتی سوت
گستره صوتی سوت (انگلیسی: Whistle register) (همچنین با نام «گسترهٔ صوتی فلوت»، «صدای سوت» یا «نت سوت» نیز خوانده می‌شود)، بالاترین گسترهٔ صوتی صدای انسان است که بالاتر از گستره صوتی مدال و فالسِتو قرار دارد. این مناطق صوتی دارای تولید فیزیولوژیکی خاصی است که با سایر گستره‌های صوتی متفاوت است و با این اصطلاح نامیده می‌شود، زیرا رنگ  نت‌هایی که از این مناطق تولید می‌شود شبیه به سوت است.
در این منطقه صدای بعضی از سوپرانوها که در گسترهٔ مدال قرار دارند، ممکن است تا «گستره صوتی سوت» گسترش یابند.

## تعریف و فیزیولوژی
گسترهٔ صوتی سوت، بالاترین منطقهٔ صدایی است که در بیشتر خوانندگان سوپرانو از «ر بالا» (D6 یا ۱۱۷۴٫۶ هرتز) شروع می‌شود و تا حدود یک اکتاو به بالا (D7 یا ۲۳۴۹٫۳ هرتز) گسترش می‌یابد. این تنها با استفاده از قسمت‌های پشتی پرده‌های صوتی ایجاد می‌شود. قسمت پایینی منطقهٔ سوت ممکن است در بخش‌های بالایی گسترهٔ «مدال» و «فالستو» با یکدیگر هم‌پوشانی داشته باشد و این امکان را برای خوانندگان فراهم می‌آورد که نت‌ها را از طریق مختلف به صدا درآورند. در حالی که اساساً «گسترهٔ سوت» بیشتر برای تولید صداهای بالاتر از «ر بالا» (D6) استفاده می‌شود، اما مانند سایر گستره‌های صوتی، منطقهٔ صدایی سوت از همان نقطهٔ اعلام شده ممکن است شروع نشود، زیرا صداهای نادری وجود دارد که می‌توانند گسترهٔ سوت را بسیار بالاتر یا پایین‌تر از محدودهٔ ذکر شده، گسترش دهند. به عنوان مثال سوپرانوهای کولوراتور در اپرا، می‌توانند نت «فا بالا» (F6) که بالاتر از «دو بالا» (C6) قرار دارد را بخوانند. کلیوو لین از انگلستان و ایما سومک از پرو، دو سوپرانو با گسترهٔ صوتی زیاد هستند.
دانش فیزیولوژی درک و دریافت خیلی کمی از «گسترهٔ صوتی سوت» در صدای انسان دارد. برخلاف دیگر گستره‌های صوتی، مشاهده یا تصویربرداری از آن بسیار مشکل است، زیرا در هنگام تولید این نوع صدا، زبانه‌ای (اپیگلوت) که در بالای حنجره قرار دارد بسته می‌شود و محفظه‌ای که طنین‌انداز است، کوچکترین ابعاد را دارد. در عین حال شناختی وجود دارد که هنگام تولید صدا در این ارتفاع از گسترهٔ صوتی، لرزش فقط در بخشی از جهات آناتومی پرده‌های صوتی آواز رخ می‌دهد. این طول ارتعاشی خیلی کوتاه، به طور طبیعی امکان تولید آسان‌تر زیرایی صدا را فراهم می‌کند.
اگرچه کلِ تولید صدای سوت در دانش فیزیولوژی درک نمی‌شود، اما مشخص شده‌است هنگامی که عضلات جانبی فعال هستند ولی ماهیچه عرضی غیرفعال است، یک بازشوی مثلثی بین غضروف‌های کوزه‌ای مشاهده می‌شود که فرایندهای صوتی با یکدیگر تماس می‌گیرند، اما قسمت‌های خلفی یا پشتی در راس، با یکدیگر تماس ندارند. استثنا در این امر این است که اگر لایه‌های صوتی کشیده نشود، فرایندهای صدا توسط رباط‌های صوتی ربوده یا دور شده‌است.

## گستره صوتی کودکان
بسیاری از نوزادان و کودکانِ کوچک بدون در نظر گرفتن جنسیت می‌توانند صداهای مختلفی در محدوده و فرکانس‌های «گسترهٔ سوت» و بدون هیچ گونه تلاشِ آگاهانه ایجاد کنند. به‌طور معمول وسعت صدای سوت در کودکان از سوپرانو در «ر بالا» (D6 یا ۱۱۷۴٫۶ هرتز) تا دو نت سل بالاتر (G7 یا ۳۱۳۶ هرتز) گسترش می‌یابد. با این حال برخی از کودکان می‌توانند صداهایی را تولید کنند که از حد بالاترین صفحهٔ کلید کیبورد نیز فراتر رود.

## یادداشت
1. ↑  Modal voice
2. ↑  Falsetto
3. ↑  Coloratura soprano

## مطالعه بیشتر
- Brenda Jo Smith; Robert Thayer Sataloff (1 April 2013). Choral Pedagogy. Plural Publishing, Incorporated. ISBN 978-1-59756-535-6. Retrieved 26 July 2013.
- James A. Stark (2003). Bel Canto: A History of Vocal Pedagogy. University of Toronto Press. ISBN 978-0-8020-8614-3. Retrieved 26 July 2013.